# Gare de Chaville - Vélizy
Ne doit pas être confondu avec Gare de Chaville-Rive-Gauche ou Gare de Chaville-Rive-Droite.
La gare de Chaville - Vélizy est une gare ferroviaire française située sur le territoire de la commune de Viroflay (Yvelines), à proximité de Chaville (Hauts-de-Seine) et de Vélizy-Villacoublay (Yvelines), en région Île-de-France. C'est une gare de la Société nationale des chemins de fer français (SNCF) desservie par les trains des branches Versailles-Château et Saint-Quentin-en-Yvelines de la ligne C du RER.

## Situation ferroviaire
La gare de Chaville - Vélizy est établie à 107 m d'altitude et se situe au point kilométrique (PK) 13,366 de la ligne des Invalides à Versailles-Rive-Gauche, entre les gares de Viroflay-Rive-Gauche et de Meudon-Val-Fleury.

## Histoire

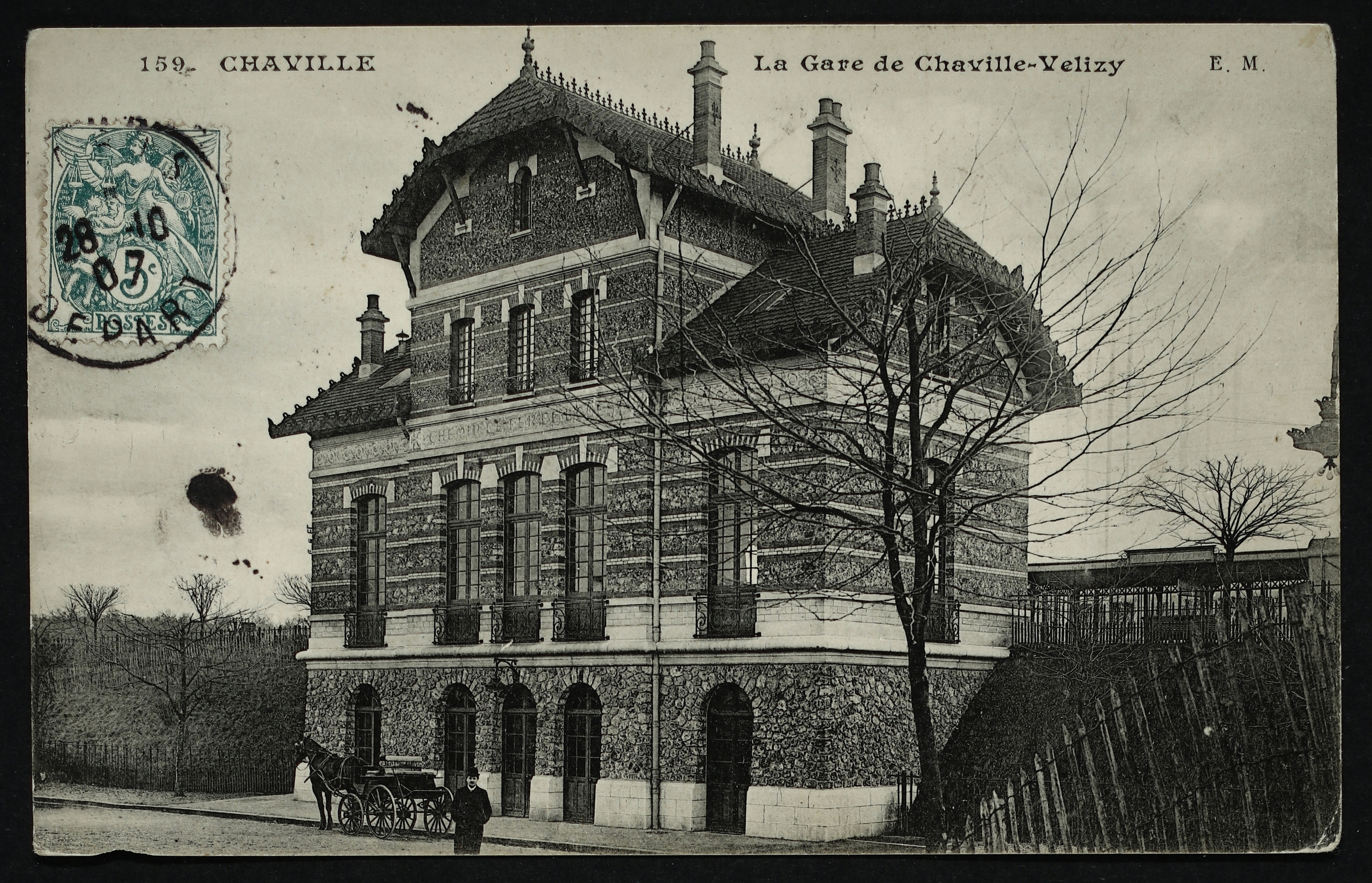
La gare en 1910.

En 2020, selon les estimations de la SNCF, la fréquentation annuelle de la gare est de 824 196 voyageurs. Ce nombre s'élève à 1 505 780 en 2019, à 1 623 827 en 2018, à 1 754 176 en 2017, à 1 860 522 en 2016 et à 1 963 899 en 2015.

## La gare
La gare est desservie par les trains de la ligne C du RER. Elle est le terminus des missions KEMA et KUMA en heures de pointe.

## Correspondances
La gare est desservie par les lignes 6131, 6132, 6133 et 6134 du réseau de bus de Vélizy Vallées, par la ligne Chavilbus des lignes de bus Grand Paris Seine Ouest et, la nuit, par les lignes N66 et N160 du réseau Noctilien.